# John Badcock
John Charles "Felix" Badcock, född 17 januari 1903 i West Ham, död 29 maj 1976 i Petersfield, var en brittisk roddare.
Badcock blev olympisk guldmedaljör i fyra utan styrman vid sommarspelen 1932 i Los Angeles.